# Музыкальная школа имени Эмиля Дарзиня
Музыкальная школа имени Эмиля Дарзиня (латыш. Emīla Dārziņa mūzikas vidusskola) — латвийская средняя специальная музыкальная школа, действующая в Риге. Адрес: Рига, улица Калнциема, д. 10/12.

## История
Намерение создать музыкальную школу для особо одарённых детей по советской модели появилось в Латвии вскоре после её присоединения к СССР.
Оно было реализовано в марте 1945 года на базе младшего курса Латвийской консерватории. Первым директором школы стала Дора Браун, преподавали в ней педагоги консерватории и находилась школа на бульваре Райниса, рядом с консерваторией.
С 1950 года школа носит имя классика латвийской музыки, композитора Эмиля Дарзиня. В тот же год при школе был организован симфонический оркестр.
С 1962-го по 1990 год неизменным директором школы была Иева Арая. Благодаря её усилиям в 1973 году школа получила новое здание на ул. Калнциема, 10, куда переехала вместе с Рижским хореографическим училищем. Здание было построено про проекту архитектора Олега Закаменного и считалось образцовым для своего времени. В здании был устроен концертный зал для обоих учебных заведений.
В 1975 году около школы воздвигнут памятник Эмилю Дарзиню (скульптор Зезострис Кеде).
В 1992 году школу преобразовали в учебное заведение при Латвийской музыкальной академии, в 1994-м при ней начала работать Рижская Домская хоровая школа. В 2002 году школа опять была преобразована в среднюю Музыкальную школу имени Э.Дарзиня.
Все годы после восстановления независимости Латвийской Республики в школе не было ремонта, концертный зал обветшал и не соответствует современным требованиям. В 2017 году в ходе Балтийского благотворительного бала были собраны средства для обновления пола в танцевальном классе, а в 2019 году 10 тысяч евро для покупки новых фортепиано.
В 2017 году правительство Латвии приняло решение ликвидировать Музыкальную школу имени Э.Дарзиня и Рижское хореографическое училище как самостоятельные школы, объединив их и Художественную школу имени Яниса Розенталя в Национальной школе искусств Для улучшения её инфраструктуры Министерство культуры ЛР планировало выделить до 2022 года 9,4 млн евро для перестройки общеобразовательных клкссов, спортзала, художественной школы. Однако реконструкция концертного зала, сцены и гримёрок школы имени Дарзиня в эти планы не входит, поэтому родители учеников и выпускники школы инициировали программу благотворительных концертов «Моя первая сцена» («Mana pirmā skatuve»), чтобы собрать деньги для этого.

## Сегодняшний стандарт преподавания
Школа имеет 4 отделения:
- фортепианное,
- отделение струнных инструментов (скрипка, альт, виолончель, контрабас и арфа),
- отделение духовых (флейта, гобой, кларнет, фагот, валторна, труба, тромбон, туба) и ударных инструментов,
- отделение музыкальной теории (музыковедение и композиция).

Вместе с музыкальным образованием школа даёт общеобразовательное гуманитарное среднее образование. Общеобразовательные предметы: родной язык и литература, иностранные языки, история, культура, физическая культура, изобразительное искусство, основы наук и технологии.
Зачисление в школу по итогам вступительных экзаменов, к ним допускаются учащиеся из всех регионов страны, при школе имеется интернат для иногородних учащихся. Приём учащихся в подготовительный класс начинается с 5-6-летнего возраста. Обучение продолжается 12 лет. Преподавание ведётся на латышском и русском языках. Выдаётся диплом о среднем образовании, дающий право продолжения обучения в высших учебных заведениях.
Количество обучающихся — свыше 300 человек, педагогический коллектив — 82 педагога музыкальных дисциплин и 31 педагог общеобразовательных предметов.
При школе организованы бесплатные ежемесячные консультации для молодых пианистов и платное подготовительное отделение для детей.
Школа неоднократно признавалась лучшей в рейтинге школ искусства Латвии.

## Известные выпускники
- Раймонд Паулс — 1953
- Соломон Волков
- Иварс Вигнерс — 1958
- Филипп Хиршхорн
- Илья Груберт
- Нора Новик — 1958
- Александр Кублинский — 1959
- Олег Каган
- Эгил Шварц
- Георгс Пелецис
- Гидон Кремер
- Айвар Калейс
- Сергей Ролдугин.
- Юрис Карлсонс — 1967
- Арнис Меднис
- Янис Шипкевиц
- Мартиньш Браунс
- Выпускниками школы 1967 года создан эстрадный ансамбль «Эолика»
- Вестардс Шимкус
- Андрис Нелсонс
- Андрей Осокин
- Георгий Осокин

## Известные преподаватели
- Иван Краснопёров (1944—1971)[6]
- Фаина Булавко (1911—1994)
- Анита Паже (фортепиано)
- Гедерт Раман (композиция)[7]
- Дзидра Ринкюле-Земзаре
- Андрис Вецумниекс
- Бригита Бриеде (музыкальная литература)
- Сергей Осокин (1988, фортепиано)[8]